# Kiiminkijoen suisto
Kiiminkijoen suisto este o arie protejată (arie specială de conservare — SAC, sit de importanță comunitară — SCI) din Finlanda întinsă pe o suprafață de 208,8 ha, integral pe uscat.

## Localizare
Centrul sitului Kiiminkijoen suisto este situat la coordonatele 65°11′33″N 25°19′10″E / 65.1925°N 25.3194°E.

## Înființare
Situl Kiiminkijoen suisto a fost declarat sit de importanță comunitară în mai 2002 pentru a proteja 1 specie de plante. Situl a fost protejat și ca arie specială de conservare în aprilie 2015.

## Biodiversitate
Situată în ecoregiunea boreală, aria protejată conține 7 habitate naturale: Estuare, Lagune de coastă, Râuri naturale fino-scandinave, Pajiști aluvionare boreale nordice, Mlaștini turboase de tranziție și turbării mișcătoare, Păduri caducifoliate de mlaștină fino-scandinave, Păduri aluvionare cu Alnus glutinosa și Fraxinus excelsior (Alno-Padion, Alnion incanae, Salicion albae).
La baza desemnării sitului se află o specie protejată de  plante: Persicaria foliosa.
Pe lângă speciile protejate, pe teritoriul sitului au mai fost identificate 2 specii de plante.